# خالتور (فیلم)
خالتور فیلمی به کارگردانی و نویسندگی آرش معیریان و تهیه‌کنندگی محمدحسین فرح‌بخش و عبدالله علیخانی محصول سال ۱۳۹۶ است. این فیلم بازسازی فیلم اعجوبه‌ها به کارگردانی رضا صفایی است.

## داستان فیلم
سه جوان که برای گذران زندگی در رستوران آواز می‌خوانند به خاطر اینکه تن به اجرای موسیقی مبتذل و کوچه بازاری (خالتور) نمی‌دهند از کار خود اخراج می‌شوند. آن‌ها که به شدت بی‌پول هستند مجبور می‌شوند برای اجرای در یک مراسم ختنه سوران به اطراف تهران بروند در راه با ماشینی مواجه می‌شوند که تصادف کرده است. آن‌ها برای کمک به سرنشینان ماشین اقدام می‌کنند و جان مرد میانسالی به نام عضدی (محمدرضا شریفی نیا) را نجات می‌دهند. عضدی که سرمایه‌دار و میلیارد است به آن‌ها می‌گوید که احتمالا اشخاصی قصد جان او را داشته اند و از آن‌ها میخواهد که مدتی پیش آن‌ها بماند و وانمود کند که در تصادف کشته شده است تا بفهمد چه کسی قصد کشتن او را داشته است. پس از مدتی دختر عضدی می‌فهمد پدرش زنده است و افرادی به جان او سوء قصد می‌کنند ولی ساسان (امیرحسین صدیق) نجاتش می دهد. آن‌ها برای استراحت کردن به ویلا لواسان می‌روند ولی آن افراد در آنجا کمین کرده اند و می‌خواهند آن‌ها را بکشند، ساسان با آن‌ها درگیر می‌شود و مینو (سحر قریشی) هم به کمک ساناز (مریم معصومی) فرار می کند و در میانه راه می‌فهمد ترمز ماشینش دستکاری شده و عضدی، کیوان و پیمان در میانه راه سر می‌رسند و با کلی دردسر موفق به نجات جان مینو می‌شوند و بعد معلوم می‌شود همه اینها دسیسه‌ای توسط ساسان و ساناز است تا مال و اموال عضدی را بالا بکشند و خودش و دخترش را بکشند و مینو هم با گوش دادن حرف‌های آن‌ها ماجرا را می‌فهمد و پلیس خبر می‌کند و در ویلا درگیری رخ می‌دهد و در آخر پلیس‌ها ساسان و ساناز و افرادشان را دستگیر می‌کنند و در آخر پیمان با مینو، کیوان با سارا، مهران با فوفو ازدواج می‌کند.

## بازیگران
| بازیگر           | نقش         | توضیحات                      |
| ---------------- | ----------- | ---------------------------- |
| مهران غفوریان    | مهران       | اصلی                         |
| پوریا پورسرخ     | پیمان       | اصلی                         |
| علی صادقی        | کیوان       | اصلی                         |
| محمدرضا شریفی‌نیا | ساشا عضدی   | پدر مینو، عموی ساسان         |
| سحر قریشی        | مینو عضدی   | دختر عضدی                    |
| امیرحسین صدیق    | ساسان عضدی  | برادرزاده عضدی               |
| مریم معصومی      | ساناز       | منشی شرکت                    |
| مریم امیرجلالی   | فخری        | صاحب‌خانه پیمان، مهران، کیوان |
| محمدرضا هدایتی   | چی چی کاپور | صاحب رستوران                 |
| رسول نجفیان      | قلیچ‌خانی    | مشتری رستوران                |
| اصغر سمسارزاده   | حسابی       | حساب‌دار شرکت                 |
| اردشیر کاظمی     | سرهنگ       | همسایه                       |
| مهشاد مخبری      | فوفو        | خواهرزاده فخری               |
| بهروز قادری      | صفاری       | معاون شرکت                   |
| مونا شناس        | همسر عضدی   |                              |
| بیتا عالمی       | سارا        | نامزد کیوان                  |
| کریم امینی       | خواننده     | خواننده رستوران              |